# Warsaw (album Joy Division)
Warsaw – planowany jako debiutancki album angielskiego post-punkowego zespołu początkowo nazwanego Warsaw, znanego później jako Joy Division.
Nazwa płyty wzięta została z piosenki Davida Bowiego Warszawa nagranej na płycie Low. Warsaw została nagrana w maju 1978, zawierała 11 utworów, jednak artyści byli rozczarowani efektami końcowego montażu dokonanym przez producentów RCA, toteż nakład został wycofany i zniszczony. Album pod tym samym tytułem krążył wśród fanów jako bootleg, po czym został wzbogacony o dodatkowe utwory i wydany w 1994. Początkowy zestaw utworów zawierał wszystkie 4 utwory z EP-ki An Ideal for Living. Oficjalne wydanie z 1994 zawierało cały album Warsaw wraz z piosenką „As You Said”, wydaną w 1980 na singlu „Komakino”, jak również z pierwszych nagrań zespołu, „The Warsaw Demo”, utwory oznaczone jako 'bonus tracks'. W chórkach występuje Bernard Sumner w utworze „They Walked In Line”.

## Lista utworów
LP i CD
1. „The Drawback” – 1:42
2. „Leaders of Men” – 2:28
3. „They Walked in Line” – 2:50
4. „Failures” – 2:22
5. „Novelty” – 3:36
6. „No Love Lost” – 4:34
7. „Transmission” – 4:20
8. „Living in the Ice Age” – 2:19
9. „Interzone” – 2:02
10. „Warsaw” – 2:06
11. „Shadowplay” – 3:53
12. „As You Said” (instrumentalny) – 2:01

LP bonus tracks
1. „Inside the Line” – 2:43
2. „Gutz” – 1:59
3. „At a Later Date” – 3:14
4. „The Kill” – 2:08
5. „You're No Good for Me” – 3:02

Wszystkie utwory podpisane Warsaw/Joy Division